# 47e cérémonie des People's Choice Awards
La 47e cérémonie des People's Choice Awards, organisée par Procter & Gamble, a eu lieu le 7 décembre 2021 et récompensant les artistes, films, séries et chansons ayant le mieux servi la culture populaire. Elle a été retransmise aux États-Unis pour la quatrième fois par E!.

## Nominations
Les nominations ont été annoncées le 27 octobre 2021. Les votes ont ouverts le même jour et se déroulent via le site Web des PCA et le réseau-social Twitter jusqu'au 17 novembre. Fast and Furious 9 est le film le plus nommé avec huit nominations, suivi de Black Widow avec six. This Is Us est la série télévisée la plus nommée avec six nominations dans cinq catégories. Grey's Anatomy, New York, unité spéciale, Loki, Outer Banks, Ted Lasso et WandaVision ont le deuxième plus grand nombre de nominations avec quatre chacune,,.

## Palmarès
Les lauréats seront indiqués ci-dessous dans chaque catégorie et en caractères gras.

### Cinéma
| Film de l'année | Film comique de l'année |
| --- | --- |
| - Black Widow - Coming 2 America - Fast and Furious 9 - Dune - No Time to Die - Shang-Chi and the Legend of the Ten Rings - The Tomorrow War - Venom: Let There Be Carnage | - Free Guy - Coming 2 America - Il est trop bien - Hitman and Bodyguard 2 - Jungle Cruise - Space Jam : Nouvelle Ère - Thunder Force - Vacation Friends |
| Film d'action de l'année | Film dramatique de l'année |
| - Shang-Chi and the Legend of the Ten Rings - Black Widow - Fast and Furious 9 - Godzilla vs Kong - No Time to Die - The Suicide Squad - The Tomorrow War - Venom: Let There Be Carnage | - Cruella - Sans un bruit 2 (A Quiet Place Part II) - Dune - Un papa hors pair - Halloween Kills - D'où l'on vient - Old - Respect |
| Film familial de l'année | Star masculine de cinéma de l'année |
| - Luca - Cendrillon - Raya and the Last Dragon - Baby Boss 2 : Une affaire de famille - Les Mitchell contre les machines - Tom and Jerry - Vivo - Yes Day | - Dwayne Johnson – Jungle Cruise - Chris Pratt – The Tomorrow War - Daniel Craig – No Time to Die - Eddie Murphy – Coming 2 America - John Cena – Fast and Furious 9 - Ryan Reynolds – Free Guy - Simu Liu – Shang-Chi and the Legend of the Ten Rings - Vin Diesel – Fast and Furious 9           |
| Star féminine de cinéma de l'année | Star de film dramatique de l'année |
| - Scarlett Johansson – Black Widow - Awkwafina – Shang-Chi and the Legend of the Ten Rings - Charlize Theron – Fast and Furious 9 - Florence Pugh – Black Widow - Jennifer Hudson – Respect - Leslie Jones – Coming 2 America - Margot Robbie – The Suicide Squad - Salma Hayek – Hitman and Bodyguard 2 | - Kevin Hart – Un papa hors pair - Anthony Ramos – D'où l'on vient - Emily Blunt – Sans un bruit 2 (A Quiet Place Part II) - Emma Stone – Cruella - Jamie Lee Curtis – Halloween Kills - Jason Momoa – Dune - Jennifer Hudson – Respect - Timothée Chalamet – Dune                                 |
| Star de comédie de l'année | Star d'un film d'action de l'année |
| - Dwayne Johnson – Jungle Cruise - Eddie Murphy – Coming 2 America - Emily Blunt – Jungle Cruise - Leslie Jones – Coming 2 America - Melissa McCarthy – Thunder Force - Octavia Spencer – Thunder Force - Ryan Reynolds – Free Guy - Salma Hayek – Hitman and Bodyguard 2                                | - Simu Liu – Shang-Chi and the Legend of the Ten Rings - Charlize Theron – Fast and Furious 9 - Chris Pratt – The Tomorrow War - Daniel Craig – No Time to Die - Florence Pugh – Black Widow - John Cena – Fast and Furious 9 - Scarlett Johansson – Black Widow - Vin Diesel – Fast and Furious 9 |

### Télévision
| Série télévisée de l'année | Série télévisée dramatique de l'année |
| --- | --- |
| - Loki - Cobra Kai - Grey's Anatomy - Law & Order: Special Victims Unit - Saturday Night Live - The Bachelor - This Is Us - WandaVision | - Grey's Anatomy - Outer Banks - 9-1-1 - Cobra Kai - Law & Order: Special Victims Unit - The Equalizer - The Walking Dead - This Is Us |
| Série télévisée de comédie de l'année | Télé-réalité de l'année |
| - Mes premières fois - Brooklyn Nine-Nine - Grown-ish - Only Murders in the Building - Saturday Night Live - Ted Lasso - The Upshaws - Young Rock | - L'Incroyable Famille Kardashian - 90 Day Fiancé - Bachelor in Paradise - Below Deck - Jersey Shore: Family Vacation - Love & Hip Hop: Atlanta - The Real Housewives of Beverly Hills - The Real Housewives of Atlanta                                                         |
| Émission de compétition de l'année | Star masculine de série télévisée de l'année |
| - The Voice (États-Unis) - America's Got Talent - American Idol - Dancing with the Stars - RuPaul's Drag Race - The Bachelor - The Bachelorette - The Masked Singer (États-Unis) | - Tom Hiddleston – Loki - Anthony Mackie – The Falcon and the Winter Soldier - Chase Stokes – Outer Banks - Dwayne Johnson – Young Rock - Jason Sudeikis – Ted Lasso - Kenan Thompson – Saturday Night Live - Norman Reedus – The Walking Dead - Sterling K. Brown – This Is Us |
| Star féminine de série télévisée de l'année | Star de série télévisée dramatique de l'année |
| - Ellen Pompeo – Grey's Anatomy - Angela Bassett – 9-1-1 - Elizabeth Olsen – WandaVision - Kathryn Hahn – WandaVision - Mandy Moore – This Is Us - Mariska Hargitay – Law & Order: Special Victims Unit - Queen Latifah – The Equalizer - Yara Shahidi – Grown-ish | - Chase Stokes – Outer Banks - Norman Reedus – The Walking Dead - Angela Bassett – 9-1-1 - Ellen Pompeo – Grey's Anatomy - Mandy Moore – This Is Us - Mariska Hargitay – Law & Order: Special Victims Unit - Queen Latifah – The Equalizer - Sterling K. Brown – This Is Us     |
| Star de série télévisée de comédie de l'année | Talk-show de jour de l'année |
| - Selena Gomez – Only Murders in the Building - Andy Samberg – Brooklyn Nine-Nine - Dwayne Johnson – Young Rock - Jason Sudeikis – Ted Lasso - Kenan Thompson – Saturday Night Live - Steve Martin – Only Murders in the Building - Wanda Sykes – The Upshaws - Yara Shahidi – Grown-ish | - Good Morning America - Live with Kelly and Ryan - Red Table Talk - The Ellen DeGeneres Show - The Kelly Clarkson Show - The View - The Wendy Williams Show - Today |
| Talk-show de soirée de l'année | Participant à une émission de compétition de l'année |
| - Full Frontal with Samantha Bee - Jimmy Kimmel Live! - Last Week Tonight with John Oliver - Late Night with Seth Meyers - The Daily Show with Trevor Noah - The Late Late Show with James Corden - The Late Show with Stephen Colbert - The Tonight Show Starring Jimmy Fallon | - Cody Rigsby – Dancing With the Stars - Gottmik – RuPaul's Drag Race - JoJo – The Masked Singer - JoJo Siwa – Dancing With the Stars - Katie Thurston – The Bachelorette - Matt James – The Bachelor - Symone – RuPaul's Drag Race - Wiz Khalifa – The Masked Singer           |
| Star de télé-réalite de l'année | Série digne d'un marathon de 2020 |
| - Erica Mena – Love & Hip Hop: Atlanta - Joe Amabile – Bachelor in Paradise - Kandi Burruss – The Real Housewives of Atlanta - Khloé Kardashian – L'Incroyable Famille Kardashian - Kim Kardashian West – L'Incroyable Famille Kardashian - Lisa Rinna – The Real Housewives of Beverly Hills - Mike "The Situation" Sorrentino – Jersey Shore: Family Vacation - Nicole "Snooki" Polizzi – Jersey Shore: Family Vacation | - Squid Game - Cobra Kai - Loki - Mare of Easttown - Outer Banks - Sex/Life - Ted Lasso - The White Lotus |
| Série télévisée de science-fiction ou fantastique de l'année | |
| - Loki - La Brea - Shadow and Bone : La Saga Grisha - Superman and Lois - The Falcon and the Winter Soldier - The Flash - WandaVision | |

### Musique
| Artiste masculin de l'année | Artiste féminin de l'année |
| --- | --- |
| - Bad Bunny - Justin Bieber - Luke Combs - Drake - Lil Nas X - Shawn Mendes - Ed Sheeran - The Weeknd | - Adele - Billie Eilish - Cardi B - Doja Cat - Halsey - Megan Thee Stallion - Olivia Rodrigo - Saweetie |
| Groupe de l'année | Musique de l'année |
| - BTS - Coldplay - Dan + Shay - Imagine Dragons - Jonas Brothers - Maroon 5 - Migos - Twenty One Pilots | - "Butter" – BTS - "Bad Habits" – Ed Sheeran - "Easy on Me" – Adele - "Good 4 U" – Olivia Rodrigo - "Montero (Call Me by Your Name)" – Lil Nas X - "Peaches" – Justin Bieber feat. Daniel Caesar & Giveon - "Stay" – The Kid Laroi & Justin Bieber - "Up" – Cardi B |
| L'album de l'année | Artiste country de l'année |
| - Certified Lover Boy – Drake - Culture III – Migos - Happier Than Ever – Billie Eilish - Justice – Justin Bieber - Montero – Lil Nas X - Planet Her – Doja Cat - Sour – Olivia Rodrigo - Star-Crossed – Kacey Musgraves                                                                           | - Kane Brown - Luke Bryan - Luke Combs - Dan + Shay - Miranda Lambert - Kacey Musgraves - Blake Shelton - Carrie Underwood |
| Artiste Latin de l'année | Nouvel artiste de l'année |
| - Anuel AA - Bad Bunny - Becky G - Daddy Yankee - J Balvin - Karol G - Maluma - Natti Natasha | - 24kGoldn - Rauw Alejandro - Giveon - The Kid Laroi - Tate McRae - Bella Poarch - Olivia Rodrigo - Tomorrow X Together |
| Clip de l'année | Collaboration de l'année |
| - "Butter" – BTS - "Easy on Me" – Adele - "Good 4 U" – Olivia Rodrigo - "Location" – Karol G, Anuel AA, J Balvin - "Montero (Call Me by Your Name)" – Lil Nas X - "My Universe" – Coldplay X BTS - "Peaches" – Justin Bieber feat. Daniel Caesar & Giveon - "Stay" – The Kid Laroi & Justin Bieber | - "Best Friend" – Saweetie feat. Doja Cat - "Industry Baby" – Lil Nas X & Jack Harlow - "Kiss Me More" – Doja Cat feat. SZA - "Leave the Door Open" – Silk Sonic (Bruno Mars & Anderson .Paak) - "Peaches" – Justin Bieber feat. Daniel Caesar & Giveon) - "Stay" – The Kid Laroi & Justin Bieber - "Way 2 Sexy" – Drake feat. Future & Young Thug - "You Right" – Doja Cat, The Weeknd |

### Pop Culture
| Influenceur/Influenceuse de l'année | Le spécial pop de l'année |
| --- | --- |
| - Justin Bieber - Charli D'Amelio - Dwayne Johnson - Kim Kardashian West - Kylie Jenner - Lil Nas X - Addison Rae - Britney Spears | - Billie Eilish: The World's a Little Blurry - Demi Lovato: Dancing With the Devil - Friends : Les Retrouvailles - Justin Bieber: Our World - Olympic Highlights With Kevin Hart and Snoop Dogg - Oprah with Meghan and Harry - Pink: All I Know So Far - Savage X Fenty Show Vol. 3 |
| Le Stand-Up de l'année | Le Game Changer de l'année |
| - Back to Abnormal Tour – Trevor Noah - Bo Burnham: Inside – Bo Burnham - From Scratch Tour – John Mulaney - Sorry, Harriet Tubman – Phoebe Robinson - The King's Jester Tour – Hasan Minhaj - The Milk & Money Tour – Ali Wong - Vaccinated and Horny Tour – Chelsea Handler - You Know What It Is – Marlon Wayans | - Simone Biles - Sunisa Lee - Patrick Mahomes - Alex Morgan - Carl Nassib - Naomi Osaka - Bubba Wallace - Serena Williams |
| Le podcast pop de l'année | |
| - Anything Goes avec Emma Chamberlain - Armchair Expert - Call Her Daddy - Chicks in the Office - Conan O'Brien Needs a Friend - Couple Things avec Shawn et Andrew - SmartLess - Why Won't You Date Me? avec Nicole Byer                                                                                           | |

### Autre

#### Influenceur/Influenceuse Francais/e de l'année
- Honey Shay
- Jessica Errero
- Johan Papz
- Mayadorable
- Noholito
- Rose Thr
- Style Tonic
- The Doll Beauty
- Leane marts